# Стемпковський Андрій Олександрович
Андрій Олександрович Стемпковський (* 24 грудня 1975, Вільнюс, Литовська РСР) — російський режисер, сценарист, продюсер.
Навчався у Фінансовій Академії при Уряді РФ (закінчив у 1999). Працював журналістом і фотографом в ряді московських видань («Коммерсант», «Афіша», Playboy, Jealouse, GQ, «Персона», «Домовой», та ін.). Учасник великих виставкових фотопроектов в Росії і Європі.
У 2005 році вступив на Вищі Курси режисерів і сценаристів (майстерня ігрового кіно П. Ю. Тодоровского (закінчив у 2008).
Учасник і лауреат короткометражних програм ряду кінофестивалів. Переможець міжнародного конкурсу правозахисного кіно (2007).
У березні 2014 року підписав лист «Ми з Вами!» на підтримку України.